# Лоренсу Вісенте
Лоренсо Вісенте (порт. Lourenço Vicente; ?—?) — португальський католицький священик. Архієпископ Бразький (1373—1384/1397). Народився у Лоріняні, Португалія.

## Біографія
Батьки невідомі. Навчався в університетах Тулузи й Парижа. Був бакалавром канонічного права, каноніком Лісабонського катедрального собору (1372). Працював в уряді португальського короля Фернанду І. За протекції останнього висвячений у єпископи в Авіньйоні папою Григорієм XI (1373). Після смерті короля підтримав претензії авіського магістра Жуана на португальський престол. Увійшов до його урядової ради після Лісабонського повстання (1383). На Коїмбрських кортесах сприяв обранню Жуана новим королем Португалії, проголосив інавгураційну промову з нагоди інтронізації. Був одним із найближчих соратників Жуана, «одним із його очей» поряд з конетаблем Нуну Перейрою. Брав участь у переможній битві при Алжубарроті, де отримав поранення (1385). Благословив шлюб короля із Філіппою Ланкастерською (1387). Після закінчення турбулентного періоду міжкоролів'я повернувся до пастирської роботи в Бразі. Збудував у Лоріняні Церкву святої Марії, де поховав свою матір й бабцю, а також лепрозорій святого Андрія. Помер у Бразі, Португалія. Похований у Бразькому соборі. Йому служив Афонсу Родрігіш де Магаляйнш, прапрадід відкривача Фернана Магелана.